# Ostrowce (Sainte-Croix)
Pour les articles homonymes, voir Ostrowce.
Ostrowce est une localité polonaise de la gmina de Nowy Korczyn, située dans le powiat de Busko en voïvodie de Sainte-Croix.